# Beroepsprocedure

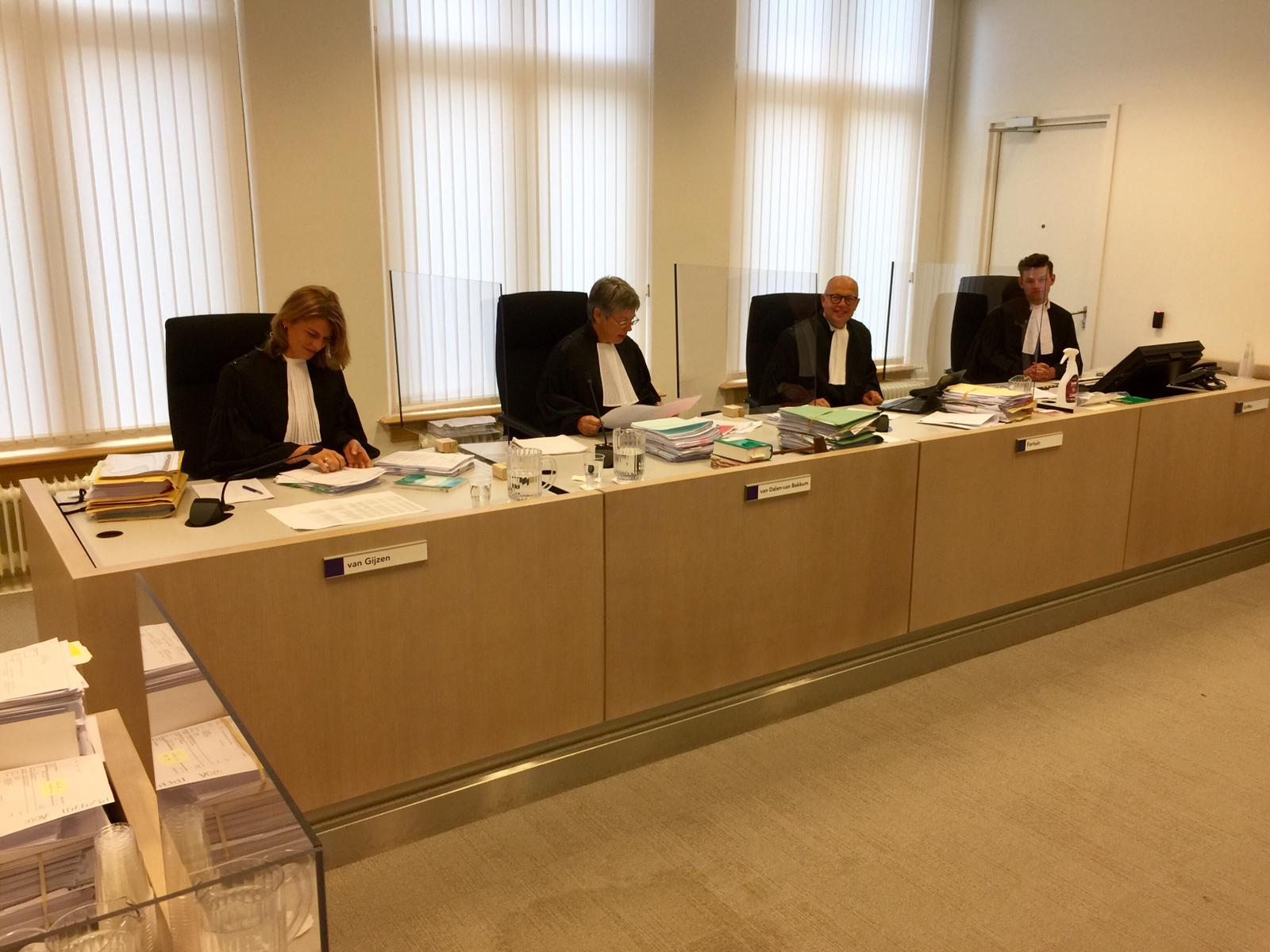
Zittingszaal in een Nederlands gerechtsgebouw tijdens de coronacrisis, met plexiglazen afscheidingen (kuchscherm) tussen de rechters en (hier niet zichtbaar) de procespartijen.

De beroepsprocedrure is in Nederland het volgende rechtsmiddel dat een belanghebbende ter beschikking staat in een bestuursrechtelijke procedure, na een uitspraak in een bezwaarprocedure. In de uitspraak geeft de overheidsorganisatie aan bij welke instantie hiertegen in beroep kan worden gegaan. Het hangt af van het soort overheidsbeslissing en het onderwerp waar dat moet. Dat kan zijn:
- De rechtbank
- Het College van Beroep voor het bedrijfsleven (CBb)
- De Centrale Raad van Beroep (CRvB)
- De Raad van State, afdeling Bestuursrechtspraak

De datum van die beslissing op bezwaar staat in de brief van het bestuursorgaan en daarin wordt ook gemeld binnen welke termijn het beroepschrift bij die instantie  binnen moet zijn. Het beroepschrift moet over het algemeen uiterlijk 6 weken nadat het bezwaar is afgewezen, (niet ontvankelijk of ongegrond verklaard), door de rechtbank, CBb, CRvB of RvS ontvangen zijn. 

## Indienen
In elk geval moet het beroepschrift bevatten:
- Naam en adres van de indiener
- Het besluit waartegen in beroep wordt gegaan
- De reden waarom de indiener het niet eens is met de beslissing van het bestuursorgaan
- Wat de beslissing wel had moeten zijn

### schriftelijk (vormvrij)
Als het beroepschrift schriftelijk wordt ingediend moet het worden ondertekend en worden opgestuurd of afgegeven bij de balie van de instantie waar het beroep wordt ingediend. Achteraf kan worden vastgesteld of dat binnen de gestelde termijn is gedaan als het als aangetekende zending wordt verstuurd met bewijs van verzending of via een bewijs van ontvangst aan de balie. Het voorkomt ook dat stukken "achter de verwarming vallen". 

### met het (beroepschriftformulier) digitaal
Voor het digitaal indienen van een beroepschrift is DigiD nodig. Daarmee kan worden ingevuld een:
- Beroepschriftformulier rechtbank[1]
- Beroepschriftformulier CBb
- Beroepschriftformulier CRvB
- Advocaten kunnen met een advocatenpas met reader digitaal procederen bij de Raad van State[2]

Digitale beroepschriftformulieren zijn niet bruikbaar voor rechtspersonen of voor gemachtigden van rechtspersonen. Een besloten vennootschappen (B.V.) of een naamloze vennootschap (N.V.) en organisaties als een stichting of vereniging zullen hun stukken op papier in moeten dienen. Een eenmanszaak, vennootschap onder firma (vof) of commanditaire vennootschap (cv) kan de formulieren wel gebruiken. Zij kunnen ook inloggen met hun DigiD.

## Reactie bestuursorgaan
In de procedure heet het bestuursorgaan verweerder. De instantie waar beroep wordt ingesteld vraagt aan het bestuursorgaan die het bezwaar heeft afgewezen om een verweerschrift te schrijven en om alle stukken van de zaak op te sturen. Kopieën van die stukken worden daarna naar de indiener van het beroepschrift opgestuurd. Als de indiener daar aanleiding toe ziet, bijvoorbeeld een reactie op het verweerschrift van het bestuursorgaan, dan kan dat tot maximaal 10 dagen vóór de zitting. Eventuele andere belanghebbenden kunnen ook stukken indienen. De stukken die partijen naar elkaar sturen worden in kopie doorgestuurd naar de tegenpartij. De termijn is gesteld omdat de rechter en andere partij(en) voldoende tijd moeten hebben om de stukken te lezen. 

## Vereenvoudigde behandeling
Als de rechter van mening is dat de stukken zo duidelijk zijn dat er geen zitting nodig is én alle partijen aangeven dat ze geen zitting willen, dan kiest de rechter voor een vereenvoudigde behandeling zonder zitting. Bijvoorbeeld omdat:
- De bestuursrechter kennelijk onbevoegd is
- Uit de stukken overduidelijk blijkt dat het beroep kennelijk gegrond of ongegrond is
- Of omdat het beroepschrift kennelijk niet-ontvankelijk is, te laat ingediend

## Uitspraak na vereenvoudigde behandeling
Als de indiener van het beroepschrift niet eens is met de uitspraak van de rechter nadat de zaak vereenvoudigd is behandeld, dan kan de indiener tegen deze uitspraak in verzet. Dit moet binnen 6 weken gebeuren.  Wordt er positief over dat verzetschrift geoordeeld dan wordt het beroep alsnog op een zitting behandeld.

## Zitting
In andere gevallen wordt de zaak behandeld op een zitting, waarvoor alle partijen een uitnodiging of oproep voor de zitting krijgen. In die uitnodiging of oproep staat wanneer (datum) en waar (locatie) de zitting plaatsvindt. In het geval van een oproep is de indiener van het beroepschrift verplicht om naar de zitting te komen. Bij een uitnodiging niet. Bij de zitting krijgt de indiener de gelegenheid om een mondelinge toelichting te geven. Daarbij is het niet de bedoeling om de argumenten van het beroepschrift te herhalen, die kent de rechter al. Het gaat om feiten, achtergronden en omstandigheden, die nog niet in het beroepschrift waren vermeld. Ook kunnen vragen van de rechter worden beantwoord. Dat geldt ook voor het bestuursorgaan en eventuele andere belanghebbenden.
Meestal wordt in die uitnodiging of oproep ook de naam van de dienstdoende rechter(s) genoemd. Daarmee wordt mogelijk om na te gaan of er redenen zijn om aan te nemen dat een rechter vooringenomen is. Degene die daar nadeel van denkt te kunnen ondervinden kan die rechter (volgens de wet vooraf) wraken. Zo nodig kan daarmee een rechter worden vervangen. Dit is mede ter voorkoming van belangenverstrengeling. Het kan ook altijd nog als het pas bij de zitting blijkt. Het vermelden van nevenfuncties is voor rechters verplicht.
Het oproepen van een getuige moet uiterlijk 1 week van tevoren schriftelijk worden aangevraagd bij de rechter.
Zittingen van bestuurszaken zijn in beginsel openbaar, maar een rechter kan in bepaalde situaties beslissen dat de zitting (deels) achter gesloten deuren plaatsvindt. Daarentegen zijn belastingzaken niet openbaar, maar de behandeling van de fiscale boete in beginsel wel. Ook als dit onderdeel is van een bredere belastingzaak.

## Tussenuitspraak
Als er een gebrek in het besluit wordt ontdekt, bijvoorbeeld dat het besluit onzorgvuldig tot stand is gekomen, kan de rechter een tussenuitspraak doen. Daarmee stelt zij het bestuursorgaan in de gelegenheid dit gebrek binnen een bepaalde termijn alsnog te herstellen. Pas als de aanwijzingen van de tussenuitspraak zijn gevolgd doet zij een uitspraak.

## Uitspraak
Maar als er voor de uitspraak nog meer tijd nodig is, dan wordt dat partijen meegedeeld. Normaal gesproken doet de rechter binnen 6 weken na de zitting een uitspraak, die wordt naar de advocaat of belastingadviseur gestuurd en anders naar de indiener. 
De uitspraak kan verschillend zijn:
- Gegrond -> de indiener wordt in het gelijk gesteld. De rechter kan dan:
  - Het bestuursorgaan opdracht geven het bezwaar opnieuw te behandelen en een nieuw besluit te nemen met inachtneming van de uitspraak. Tegen dit nieuwe besluit kan opnieuw een beroepsprocedure worden gestart. Ook kan dat het besluit van het bestuursorgaan wordt vernietigd, maar dat de rechtsgevolgen van het besluit in stand blijven. De redenen daarvoor staan in de uitspraak. In de praktijk betekent dit dat het besluit wel inhoudelijk in stand blijft en het bestuursorgaan toch geen nieuw besluit hoeft te nemen.
  - Beslissen dat de rechtsgevolgen van het besluit in stand blijven
  - Zelf een nieuw besluit nemen
- Ongegrond -> de indiener krijgt geen gelijk en de beslissing van het bestuursorgaan blijft gehandhaafd.

## Schadevergoeding
Het kan ook nog zijn dat de gevolgen van een besluit van een bestuursorgaan zodanig zijn, dat er schade blijkt. In dat geval kan de indiener via de bestuursrechter of de civiele rechter schadevergoeding vragen aan de overheid. Dat komt voor als het besluit:
- Rechtmatig is genomen, we spreken van nadeelcompensatie
- Onrechtmatig is genomen, hierbij gaat het om schadevergoeding

## Hoger beroep
Als de indiener van het beroepschrift het niet eens is met de uitspraak van de bestuursrechter, dan kan hoger beroep worden ingesteld. 

## Verzet
Als blijkt dat er een procesrechtelijke fout is gemaakt kan er ook nog verzet worden aangetekend.